# Miguel Otamendi
Miguel Otamendi Machimbarrena (San Sebastián, 24 de junio de 1877-Madrid, 26 de junio de 1958) fue un ingeniero de caminos conocido por haber sido uno de los impulsores del Metro de Madrid en la primera década del siglo XX. El proyecto se denominó en las primeras etapas: Metropolitano Alfonso XIII.

## Biografía
Abandona desde joven su tierra natal por motivos escolares y se establece en Madrid. Es el segundo hijo de una dinastía de ingenieros, se gradúa en el año 1901 de Ingeniería de Caminos como el primero de su promoción. Continúa sus estudios en Lieja, en el prestigioso Instituto Montefiore. Recibió una oferta como docente de la cátedra de ingeniería de caminos en 1904, tras aceptar como profesor de electricidad, es nombrado, junto al ingeniero Antonio González Echarte, delegado del Gobierno español en la Exposición Universal de Electricidad que se celebró en San Luis (Estados Unidos). Fue en esta ciudad donde pudo comprobar las ventajas de un transporte suburbano en una ciudad.
En Madrid, con los socios de Antonio González Echarte, Carlos Mendoza y Alfredo Moreno —fundador de la sociedad Mengemor— y le convence de sumarse al proyecto de un ferrocarril metropolitano subterráneo capaz de substituir el tráfico de tranvías en la capital. La red metropolitana fue concebida por Otamendi como un medio para el ensanche de Madrid, redactando el proyecto con el que solicitaron al Ministerio de Fomento la concesión en 1914. A finales de 1916 les fue concedida y en abril de 1917 empezaban las obras. El rey Alfonso XIII fue el mayor accionista privado de la compañía, que inauguró su apertura el 17 de octubre de 1919.